# 桃太郎電劇2
『桃太郎電劇2』（ももたろうでんげきツー）は、1994年にてサマープロジェクトの企画・ハドソンから発売されたゲームボーイ用アクションゲーム。桃太郎シリーズのアクションゲームとしては桃太郎活劇、桃太郎電劇に続き3作目。

## 概要
ストーリーは前作の桃太郎電劇から続いており、今度は地獄を統べる地獄王を倒すことが目標となっている。前作の基本的なシステムを受け継ぎつつ更にパワーアップしており、ミニゲームや隠し要素も大幅に追加されている。
今作は難易度選択が可能で、途中までしか進めないが難易度は易しいこどもモード、最後まで進めることが出来るノーマルモード、更にノーマルモードを一度クリアすることでハードモードが選べるようになった。

### 攻撃
攻撃手段は前作同様に桃を投げつけることだが、今作は小桃→大桃→特大桃に続く「超特大桃」を作れるようになった。超特大桃は、特大桃を2回バウンドさせてから敵を倒すことで作成可能で、雑魚であれボスであれ、どんな敵でも一撃で倒せる威力を持つ。また、超特大桃を使って敵を倒すと、高確率で便利アイテムが出やすいつづらが出現する。尚、ボスの場合は通常の8倍の小判を取得することが出来る。
衣装によって桃の跳ねる軌道などが変化する場合がある。

### 衣装システムの強化
敵との接触時、普通の服以外でも一定時間内ならば回収することが可能となった。前作では微妙だったダッシュ速度も速くなり、更に前作では二周目以降でしか使えなかった隠し能力(電撃)が各衣装でも使えるようになった。電撃状態になると各衣装ごとに異なる能力が使えるようになるが、使い続けると画面下に表示されるゲージが溜まっていき、MAXまで溜まると感電状態になり操作不能になる(ただし、感電状態で接触した敵を一撃で倒せる)。
電撃状態になるには電撃桃が必要。これはノーダメージで3連続できびだんごを取って変更用の衣装を出現させ、更にその時点で着ている衣装と同じものを取る必要がある(途中で衣装を変えた場合はやり直しとなる)。電撃状態は一度ダメージを受けると解除され、電撃前の衣装に戻る。難易度によっては更に強力な衣装も使える。
基本衣装
- 普通の服 - いつも桃太郎が着ている服。特徴はない。
- 犬 - 走るスピードが上がるほか、物に躓く事が無くなり、氷などでも滑らない。桃を投げるとバウンドが低くなるが、スピードが増す。
- 猿 - 木登りや綱渡りの他にジャンプ力も大幅に上がり、回転ジャンプで敵に連続でダメージを与えることが可能。桃を投げるとバウンドが高くなる。
- 雉 - ジャンプ中にホバリングして空中をゆっくり降りることができる。

電撃衣装
- 電撃桃太郎 - 普通の服で電撃桃を取った状態。空中浮遊や上昇が可能になり、感電状態で敵に当たるのが最も容易い。
- 電撃犬 - 犬で電撃桃を取った状態。犬の移動スピードで雉と同じホバリング能力を使えるようになる。
- 電撃猿 - 猿で電撃桃を取った状態。回転ジャンプを連続して行えるようになる。
- 電撃雉 - 雉で電撃桃を取った状態。ホバリング時にジャンプボタンで左右真っ直ぐに飛べるようになる。

その他
- 裸 - 衣装を着た状態で敵と接触すると裸になる。この状態でダメージを受けるとミスとなる。
- ふんどし - 水中面で取得可能、水中での泳ぎが速くなる。地上では普通の服と同性能だが、電撃状態は存在しない。

### 必殺技の追加
犬・猿・雉(電撃含む)はコマンドを打つことで、大桃以上の桃を消費して必殺技を繰り出すことが出来る。
- 犬 - 桃を盾のように前面に展開する。
- 猿 - 桃のバリアのように自身の周りを転回させる。電撃状態だと2つになる。
- 雉 - 桃を真下に落とす。

### アイテム・仕掛け
新規アイテムが追加された。
- きびだんご - 変身アイテム。衣装を着た状態で触ると犬→猿→雉→普通服(水中面では追加で→ふんどし)の順で変化する。触れてから一定時間が経つと消滅してしまう。
- 電撃桃 - 変身アイテム。きびだんごをノーダメージで3回連続で取ると出現。各衣装に対応した電撃状態に移行する。
- つづら - 様々なアイテムが入った箱。衣裳や小判が入っている。今作では桃を当てないと出現しない隠しつづらも配置されている。
- 小判 - 敵を倒したりつづらを開けると手に入る。100枚収集すると残機が1増える。
- イカリ饅頭 - 碇のマークが入った饅頭。取ると一定時間無敵になる。
- 虫眼鏡 - 新規アイテム。一定時間隠しつづらを見ることが可能。
- うんち - 新規アイテム。一定時間投げる桃がうんちに変わる。性能は同じだが、特大で敵を倒せば残機が1、超特大なら3増える。

### モモトラマン・夜叉姫
特定の条件を満たすことで隠しステージである仙人岳へ行くことができ、頂上へたどり着くと操作キャラを別のキャラクターに交代することができる。
ノーマルモードはモモトラマン、ハードモードでは夜叉姫に変身できる。
モモトラマンは桃ゲージを使った自由飛行が可能となっている。また、桃を持った状態でコマンド入力すると桃を前に発射する。
夜叉姫は桃太郎と違い、きびだんごでのおともが存在せず、通常衣装と裸に相当するビキニの二つしかない。ただし、この二つの状態ではそれぞれお供の能力を内包する。

### ステージ
舞台は8ステージ×7ワールド=56ステージで構成され、更に隠しワールトが8ステージ×1で計64ステージになる。1ワールドのうち、中盤と最後のステージはボス戦になっている。
ゲームの途中経過はパスワード制になっており、各ステージ最初にいる地蔵に重なって十字キーの上方向を押すと閲覧が可能。（残機を使い果たしてゲームオーバーになった時も表示される。）

### ワールド構成
- 桃平野

- 雪乃国

- 竹乃国

- 鬼乃国

- 鬼ヶ湾

- 鬼ヶ島

- 地獄界

- 仙人岳